# Blauwstaart
De blauwstaart (Tarsiger cyanurus synoniem: Luscinia cyanura) is een zangvogel uit de familie vliegenvangers (Muscicapidae). De himalayablauwstaart (T. rufilatus) was vroeger een ondersoort van de blauwstaart, maar deze wordt nu algemeen als een afzonderlijke soort beschouwd.

## Kenmerken
De vogel is 13 tot 14 cm lang. Het mannetje in broedkleed is van boven dofblauw, de vleugelboeg is wat feller, meer kobaltblauw. De buik en borst zijn wit en de flanken zijn oranje gekleurd. Het vrouwtje en het mannetje zijn buiten de broedtijd minder opvallend gekleurd, grijsbruin van boven en vuilwit van onder. De staart is van boven altijd blauw in alle kleden en typisch is ook de oranje flank en een scherp begrensde lichte keelvlek.

## Verspreiding en leefgebied
Het broedgebied bevindt zich in het noordoostelijk deel van Europa, vanaf Finland en van Noord-Azië tot Japan.
Het broedgebied ligt in de zone van de taiga, waarbij deze zangvogel de voorkeur heeft voor verouderd, vochtig bos met sparren, omgevallen stammen en een beetje ondergroei, vaak op hellingen in heuvelachtig terrein. In het oosten van het verspreidingsgebied wordt de vogel ook aangetroffen in de struikzone met dwergberk tot op 3000 m boven de zeespiegel.
De blauwstaart is een trekvogel, die 's winters verblijft in Zuidoost-Azië, maar ook in Japan en op Taiwan. In de overwinteringsgebieden bevindt de vogel zich in dicht loofbos met veel ondergroei, vaak aan de randen van open plekken en wegen.

## Voorkomen in West-Europa
De blauwstaart is een dwaalgast in West-Europa. Tussen 1967 en 2021 zijn in Nederland 51 waarnemingen (waarvan 3 vóór 2000).

## Status
De grootte van de wereldpopulatie is niet gekwantificeerd. Er zijn wel schattingen gemaakt voor diverse landen. Men veronderstelt dat de soort in aantal stabiel is. Om deze redenen staat de blauwstaart als niet bedreigd op de Rode Lijst van de IUCN.